# Nicolaus Handjery

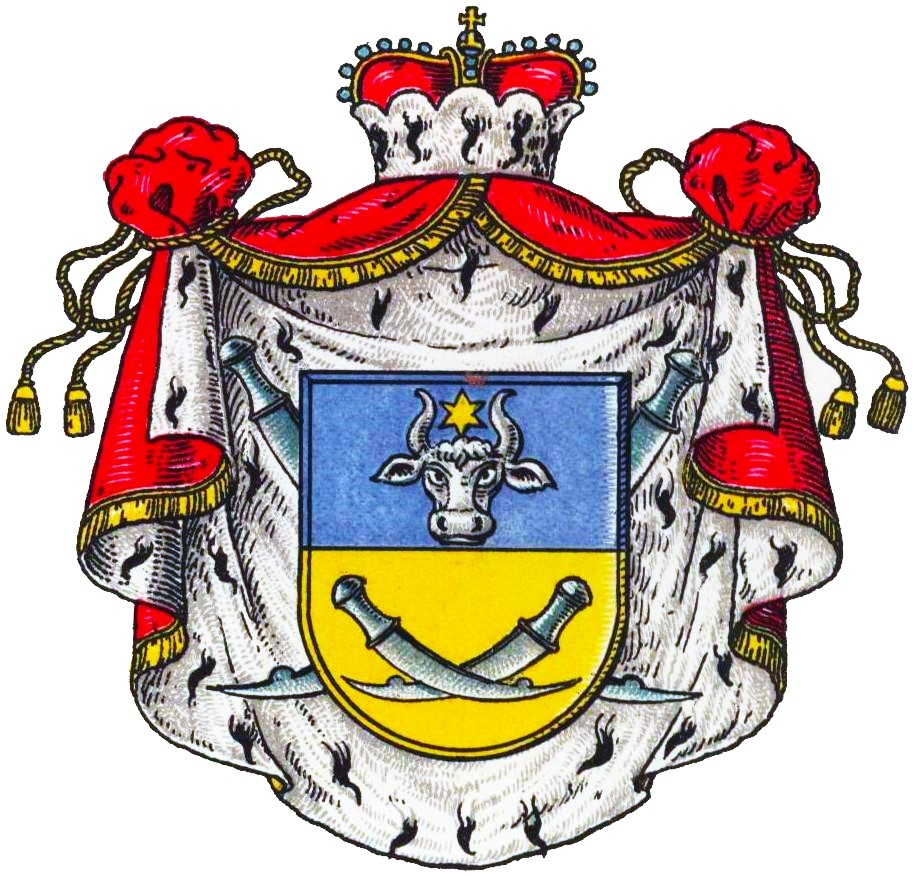
Wappen der Handjery im Wappenbuch des Westfälischen Adels

Nicolaus Prinz Handjery (* 18. Dezember 1836 in Konstantinopel; † 7. Dezember 1900 in Dresden) war ein deutscher Verwaltungsjurist und Politiker. Als Mitglied der Deutschkonservativen Partei war er von 1869 bis 1874 und von 1881 bis 1893 Mitglied des Reichstages sowie von 1870 bis 1876 und 1879 bis 1882 Abgeordneter im Preußischen Landtag. Der preußische Beamte war von 1870 bis 1885 Landrat des Kreises Teltow und anschließend bis 1895 Regierungspräsident von Liegnitz.

## Leben
Prinz Handjery war der Sohn des russischen Staatsbeamten Fürst Telemach Handjery und seiner Frau, der deutsch-baltischen Adligen Caroline Handjery, geborene von Glasenapp. Sein Großvater mütterlicherseits war der russische General Georg Johann von Glasenapp (1750–1819), der Großvater väterlicherseits war Alexander Hangerli, phanariotischer griechischer Dragoman des Osmanischen Reichs und kurzzeitig Fürst des Fürstentums Moldau. Handjery war griechisch-katholischer Konfession. Als er neun Jahre alt war, zog seine Familie mit ihm nach Dresden, später nach Berlin. Sein Vater kaufte in Westfalen die Güter Ulenburg, Beck, Schockenmühle und Gohfeld. 1850 starb der Vater. Am 17. April 1851 erhielt Handjery die preußische Staatsbürgerschaft. Am 21. April 1851 legte er am Friedrich-Wilhelms-Gymnasium in Berlin das Abitur ab, wobei er umfassende Kenntnisse in Geografie und Geschichte sowie in den Sprachen Latein, Griechisch und Französisch zeigte. Von 1854 bis 1857 studierte er Jura an den Universitäten Berlin und Bonn und promovierte am 20. Juni 1857 zum Dr. jur.
Von 1857 bis 1861 diente er im Garde-Kürassier-Regiment und schied aus gesundheitlichen Gründen mit dem Dienstgrad eines Sekondeleutnants aus.
Von 1861 bis 1863 war er Auskultator am Berliner Kammergericht. Am 26. Juni 1863 erfolgte die Ernennung zum Kammergerichtsreferendar. Anschließend reiste Handjery für ein Jahr nach Frankreich. Nach seiner Rückkehr bestand er am 28. Mai 1864 in Potsdam die Prüfung zum Regierungsreferendar und wurde am 11. Juni in den Staatsdienst aufgenommen. Am 29. Oktober 1867 bestand er die Große Juristische Staatsprüfung und wurde daraufhin am 25. November 1867 zum Regierungsassessor ernannt. Von Dezember 1867 bis März 1868 übernahm er die Vertretung des Landrates von Jüterbog-Luckenwalde. Von 1868 bis 1870 war Handjery Dezernent der Abteilung für Kirchen- und Schulwesen im Regierungspräsidium Potsdam und übernahm zugleich die Vertretung des Landrats des Kreises Teltow. Ab 1869 arbeitete er außerdem im Ministerium für Landwirtschaft, Domänen und Forsten sowie im Königlichen Polizeipräsidium in Berlin.
Als Ersatz für den ausgeschiedenen Albrecht von Roon zog Handjery 1869 in den Reichstag des Norddeutschen Bundes ein und vertrat – auch nach der Gründung des Kaiserreichs 1871 – bis Januar 1874 den Wahlkreis Potsdam 10 Teltow–Beeskow-Storkow. Von 1870 bis 1876 war er zudem Abgeordneter im Preußischen Abgeordnetenhaus.
Am 13. August 1870 ernannte ihn König Wilhelm I. zum Landrat des Kreises Teltow. Dieses Amt hatte er bis 1885 inne. Zum Kreis Teltow gehörten die südlich der Spree gelegenen Berliner Vororte, darunter Charlottenburg (1877 als eigener Stadtkreis ausgegliedert), Schöneberg, Rixdorf (das heutige Neukölln), Wilmersdorf und Köpenick, die während der Gründerzeit stark an Bevölkerung zunahmen. Das Landratsamt wurde 1871 von Teltow ins Berliner Tiergartenviertel verlegt. 1877 wurde Handjery zum königlichen Kammerherrn ernannt. Trotz der Ausgliederung der Stadt Charlottenburg vergrößerte sich die Bevölkerung des Kreises Teltow während Handjerys Amtszeit auf mehr als das Doppelte. Von Dezember 1884 bis März 1885 war er auch Vorsitzender des Brandenburgischen Sparkassenverbandes.
Von 1879 bis 1882 war Handjery erneut Mitglied des Preußischen Abgeordnetenhauses. Von 1881 bis 1893 war er abermals Reichstagsabgeordneter des Wahlkreises Regierungsbezirk Potsdam 10, zu dem nun auch der Stadtkreis Charlottenburg gehörte. Gegen Handjerys Wahl 1881 wurde beim Reichstag Einspruch eingelegt mit dem Vorwurf, das Ergebnis sei „nur unter dem Drucke ganz unerhörther und vielleicht einzig dastehender Wahlbeeinflussungen“ zugunsten des Konservativen zustande gekommen. Obwohl sich die Bevölkerung des Wahlkreises vervielfachte, wurde er während des Kaiserreichs nicht neu aufgeteilt.

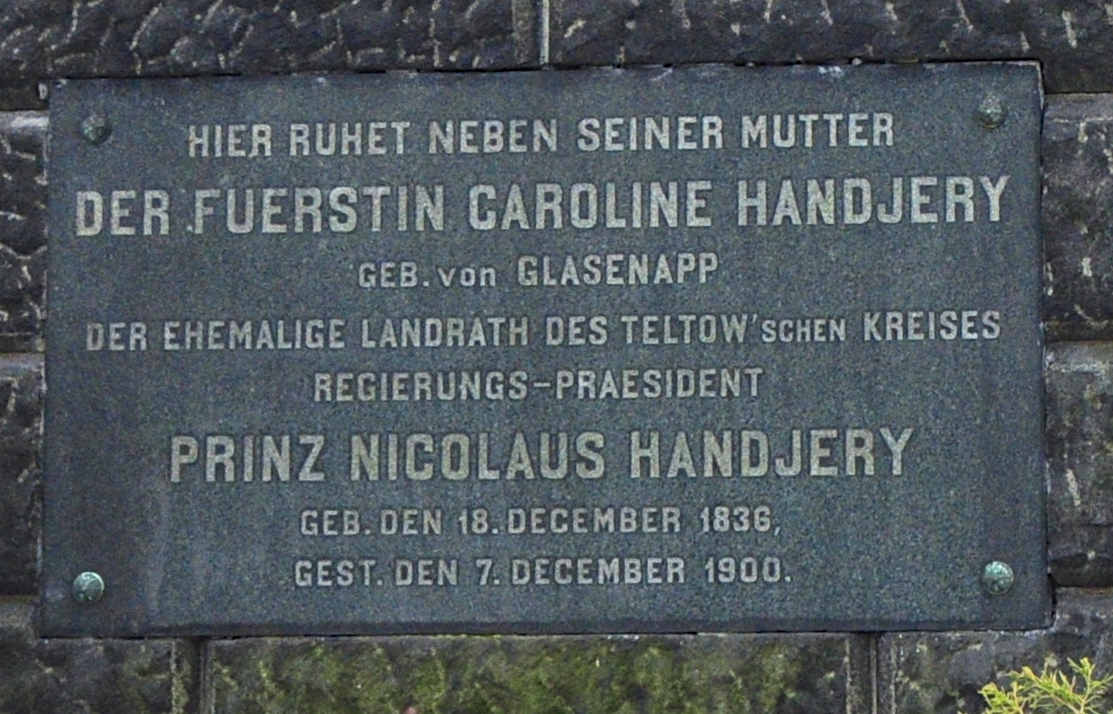
Grabplatte auf dem Alten St.-Matthäus-Kirchhof in Berlin-Schöneberg

Am 16. März 1885 wurde Handjery zum Regierungspräsidenten des Regierungsbezirks Liegnitz in der Provinz Schlesien ernannt. Am 1. April 1895 wurde der damals 58-Jährige aus gesundheitlichen Gründen in den Ruhestand versetzt.
Er starb im Jahr 1900 in Dresden und wurde auf dem St.-Matthäus-Kirchhof in Schöneberg bei Berlin beigesetzt, in einem Erbbegräbnis an der Ostwand des Friedhofs, das er selbst nach dem Tod seiner Mutter 1879 erworben hatte (Feld H-OE-016/019).

## Ehrungen
- Landwehrdienstauszeichnung II. Klasse (8. Mai 1872)
- Roter Adlerorden IV. Klasse (28. Juli 1875)
- Roter Adlerorden III. Klasse mit Schleife (18. Januar 1887)
- Roter Adlerorden II. Klasse mit Eichenlaub (23. März 1890)
- Franz-Joseph-Orden (19. September 1890)
- Komturorden des Königs Albert von Sachsen I. Klasse (30. September 1890)
- Stern zum Roten Adlerorden II. Klasse mit Eichenlaub (11. März 1895)

In seinem ehemaligen Landkreis sind jeweils die Handjerystraße in Berlin-Friedenau und in Berlin-Adlershof sowie die Prinz-Handjery-Straße in Berlin-Zehlendorf nach ihm benannt. In Berlin-Neukölln gab es seit vor 1877 bis zur Umbenennung 1950 in Briesestraße ebenfalls eine Prinz-Handjery-Straße.